# Alice (São Tomé)
Alice ist ein Ort im Distrikt Mé-Zóchi auf der Insel São Tomé im Inselstaat São Tomé und Príncipe. 2012 wurden 44 Einwohner gezählt.

## Geographie
Der Ort liegt auf einer Höhe von ca. 400 m bei Antonio Soares zwischen Santa Margarida und Monte Cafe.